# Peter Katzenstein
Peter Joachim Katzenstein (* 17. Februar 1945 in Hamburg) ist ein deutscher Politikwissenschaftler und Walter S. Carpenter Jr. Professor für Internationale Beziehungen an der Cornell University in Ithaca.
Katzenstein legte an der Gelehrtenschule des Johanneums 1964 das Abitur ab, bevor er in die USA ging, wo er den B.A. am Swarthmore College 1967 erhielt. Den M.Sc. erwarb er an der London School of Economics, das Doktorat mit Disjoined Partners: Austria and Germany since 1815 an der Harvard University. Die britische Zeitung The Economist nannte ihn einen der einflussreichsten Intellektuellen auf dem Gebiet der internationalen politischen Ökonomie. Auch ist er ein Mitglied im einflussreichen Council on Foreign Relations.
1987 wurde er in die American Academy of Arts and Sciences gewählt, 2009 in die American Philosophical Society und 2015 als korrespondierendes Mitglied in die British Academy. 2008/09 amtierte er als Präsident der American Political Science Association (APSA). Für 2020 wurde Katzenstein der Skytteanische Preis zugesprochen, die weltweit höchste Auszeichnung für Politologen, als zweitem Deutschen nach Fritz W. Scharpf.
Katzenstein ist verheiratet mit der Politologin Mary Fainsod Katzenstein.

## Werke
- mit Jonathan Kirshner (Hrsg.): The Downfall of the American Order? Cornell University Press, Ithaca 2022, ISBN 978-1-5017-6297-0.
- mit Lucia A. Seybert (Hrsg.): Protean Power: Exploring the Uncertain and Unexpected in World Politics. Cambridge University Press, Cambridge 2018, ISBN 978-1-108-44125-4.